# 阎疃镇
阎疃镇，是中华人民共和国河北省邢台市巨鹿县下辖的一个乡镇级行政单位。

## 行政区划
阎疃镇下辖以下地区：
阎疃村、东阎庄村、黄家屯村、宋家庄村、王家庄村、黄马庄村、寨外村、寨里村、柴城村、新建庄村、孙河镇村、于庄村、赵庄村、郝鲁村、孟家庄村、林庄村、范街村、苑街村、李街村和樊家堂村。